# 毛盖轴脉蕨
毛盖轴脉蕨（学名：Ctenitopsis angustodissecta）为叉蕨科轴脉蕨属下的一个种。

## 扩展阅读
- 維基物種上的相關：毛盖轴脉蕨